# Belgischer Fußballpokal 2022/23
Der Belgische Fußballpokal 2022/23 begann am 24. Juli 2022 mit acht Qualifikationsspielen. Das Finale fand am 30. April 2023 im König-Baudouin-Stadion in Brüssel stattf.

## Modus
Die ersten fünf Runden wurden am 26. Juni 2022 gemeinsam ausgelost.
Nach acht Qualifikationsspielen mit Vereinen aus Provinzklassen am 24. Juli 2022 wurde die erste Runde am 31. Juli 2022 ausgetragen. Es spielten 216 Vereine, 152 aus den Provinzklassen einschließlich der acht aus den Qualifikationsspielen und 64 aus der dritten Amateur-Division. In der zweiten Runde am 7. August 2022 kamen zu den 108 Siegern aus der ersten Runde weitere 48 Vereine aus der zweiten Amateur-Division dazu, so dass in dieser Runde 78 Spiele auszutragen waren.
Zu den 78 Gewinnern der 2. Runde kamen in der 3. Runde, die am 14. August 2022 gespielt wurde, die 16 Vereine der ersten Amateur-Division dazu, außerdem der schlechteste Verein aus der Saison 2021/22 der Division 1B Royal Excelsior Virton und der Aufsteiger zur Division 1B F.C.V. Dender E.H.
In der 4. Runde, die am 21. August 2022 gespielt wurde, kamen keine weiteren Vereine dazu, so dass in 48 Spielen 24 Vereine weiterkamen. In der 5. Runde kamen zu diesen 24 Vereinen eigentlich die acht Vereine der 2. Division dazu. Da aber schon zwei dieser acht Vereine in einer früheren Runde in den Pokal eingestiegen waren, kamen hier außerdem noch der Aufsteiger KVC Westerlo und die schlechteste Mannschaft der Division 1A, die nicht abstieg, der RFC Seraing dazu. Die U 23-Mannschaften in der Division 1B sind im Pokal nicht spielberechtigt. Das ergab 32 Vereine, die 16 Spiele bestritten. Die 5. Runde wurde, soweit keine Profi-Vereine an den Spielen beteiligt waren, am 28. August 2022 ausgetragen. Deren Spiele konnten wegen Überschneidung mit den Ligaspielen erst am 6. bzw. 25. September 2022 stattfinden.
Seit dem Sechzehntelfinale wurden auch die restlichen Vereine der 1. Division am Spielgeschehen des belgischen Pokals beteiligt. Dabei befanden sich diese 16 Vereine in einem Lostopf; die 16 Sieger der 5. Runde im anderen. Ab dieser Runde wurde der Pokal durch Pro League organisiert.
Bis auf das Halbfinale wurden alle Spiele in nur einer Partie ausgespielt. Stand es nach 90 Minuten unentschieden, folgten eine Verlängerung und gegebenenfalls ein Elfmeterschießen. Das Halbfinale wurde in Hin- und Rückspiel ausgetragen. Auch hier folgten Verlängerung und Elfmeterschießen, wenn sich bei Addition beider Ergebnisse im Rückspiel nach 90 Minuten ein Remis ergab.

## 3. Runde (auszugsweise)
(nur Spiele mit Beteiligung von Profi-Vereinen)
| Datum           |                           | Ergebnis |                  |
| --------------- | ------------------------- | -------- | ---------------- |
| 15. August 2022 | Royal Excelsior Virton 1B | 9:1      | R. Arquet F.C. A |
| 16. August 2022 | F.C.V. Dender E.H. 1B     | 4:0      | RFC Wetteren A   |

## 4. Runde (auszugsweise)
(nur Spiele mit Beteiligung von Profi-Vereinen)
| Datum           |                       | Ergebnis |                              |
| --------------- | --------------------- | -------- | ---------------------------- |
| 23. August 2022 | UR Namur A            | 1:2      | Royal Excelsior Virton 1B    |
| 23. August 2022 | F.C.V. Dender E.H. 1B | 2:1      | Royal Scup Dieleghem Jette A |

## 5. Runde (auszugsweise)
(nur Spiele mit Beteiligung von Profi-Vereinen)
| Datum              |                            | Ergebnis |                           |
| ------------------ | -------------------------- | -------- | ------------------------- |
| 6. September 2022  | Sint-Eloois-Winkel Sport A | 0:2      | RFC Seraing               |
| 21. September 2022 | K. Bocholter V.V. A        | 1:2      | KMSK Deinze 1B            |
| 23. September 2022 | KFC Dessel Sport A         | 2:1      | Royal Excelsior Virton 1B |
| 24. September 2022 | KSV Oudenaarde A           | 3:0      | RWD Molenbeek 1B          |
| 24. September 2022 | F.C.V. Dender E.H. 1B      | 2:0      | KSC Dikkelvenne A         |
| 24. September 2022 | Lierse Kempenzonen 1B      | 5:1      | KRC Mechelen A            |
| 24. September 2022 | R.A.A. La Louvière A       | 2:0      | Lommel SK 1B              |
| 25. September 2022 | Eendracht Aalst A          | 1:3      | KVC Westerlo              |
| 25. September 2022 | URSL Visé A                | 0:2      | SK Beveren 1B             |
| 25. September 2022 | FC Knokke A                | 0:4      | K Beerschot VA 1B         |

## Sechzehntelfinale
Das Sechzehntelfinale wurde am 27. September 2022 ausgelost.
| Datum             |                                 | Ergebnis        |                             |
| ----------------- | ------------------------------- | --------------- | --------------------------- |
| 8. November 2022  | RFC Seraing                     | 4:1 n. V.       | Sporting Charleroi          |
| 8. November 2022  | KMSK Deinze 1B                  | 3:0             | KAS Eupen                   |
| 8. November 2022  | F.C.V. Dender E.H. 1B           | 0:1             | Standard Lüttich            |
| 8. November 2022  | Francs Borains A                | 0:5             | Oud-Heverlee Leuven         |
| 9. November 2022  | Lommel SK 1B                    | 0:1             | SV Zulte-Waregem            |
| 9. November 2022  | K.S.C. Lokeren-Temse            | 0:5             | KV Mechelen                 |
| 9. November 2022  | Cercle Brügge                   | 3:1             | K Beerschot VA 1B           |
| 9. November 2022  | K.V.V. Thes Sport Tessenderlo A | 1:4             | KV Ostende                  |
| 9. November 2022  | Royal Cappellen F.C. A          | 1:7             | Royale Union Saint-Gilloise |
| 9. November 2022  | KFC Dessel Sport A              | 0:5             | KAA Gent                    |
| 9. November 2022  | VV St. Truiden                  | 1:0             | R.F.C. Meux A               |
| 9. November 2022  | KVC Westerlo                    | 0:1             | KRC Genk                    |
| 9. November 2022  | Patro Eisden Maasmechelen A     | 0:2 n. V.       | FC Brügge                   |
| 10. November 2022 | RWD Molenbeek 1B                | 1:3             | KV Kortrijk                 |
| 10. November 2022 | SK Beveren 1B                   | 2:2 (2:4 i. E.) | Royal Antwerpen             |
| 10. November 2022 | Lierse Kempenzonen 1B           | 2:2 (8:9 i. E.) | RSC Anderlecht              |

## Achtelfinale
Das Achtelfinale wurde am 10. November 2022 ausgelost. Die genauen Spieltermine wurden am 15. November 2022 festgelegt.
| Datum             |                             | Ergebnis  |                  |
| ----------------- | --------------------------- | --------- | ---------------- |
| 20. Dezember 2022 | KAA Gent                    | 2:0 n. V. | Cercle Brügge    |
| 20. Dezember 2022 | Oud-Heverlee Leuven         | 1:3       | KV Kortrijk      |
| 20. Dezember 2022 | Royale Union Saint-Gilloise | 2:1       | KV Ostende       |
| 20. Dezember 2022 | KV Mechelen                 | 1:0       | RFC Seraing      |
| 20. Dezember 2022 | Royal Antwerpen             | 4:0       | Standard Lüttich |
| 21. Dezember 2022 | FC Brügge                   | 1:4       | VV St. Truiden   |
| 21. Dezember 2022 | KMSK Deinze 1B              | 1:2       | Zulte Waregem    |
| 21. Dezember 2022 | KRC Genk                    | 1:0 n. V. | RSC Anderlecht   |

Damit haben sich nur Mannschaften aus der Division 1A für das Viertelfinale qualifiziert.

## Viertelfinale
Das Viertelfinale wurde am 22. Dezember 2022 ausgelost.
| Datum           |                             | Ergebnis |                 |
| --------------- | --------------------------- | -------- | --------------- |
| 11. Januar 2023 | KV Kortrijk                 | 0:1      | KV Mechelen     |
| 11. Januar 2023 | Zulte Waregem               | 2:0      | VV St. Truiden  |
| 11. Januar 2023 | KRC Genk                    | 0:3      | Royal Antwerpen |
| 12. Januar 2023 | Royale Union Saint-Gilloise | 4:0      | KAA Gent        |

## Halbfinale
Das Halbfinale wurde am 13. Januar 2023 ausgelost.
| Datum                                                      |                             | Gesamt          |                 | Hinspiel | Rückspiel |
| ---------------------------------------------------------- | --------------------------- | --------------- | --------------- | -------- | --------- |
| 1. Februar 2023 um 20:45 Uhr 2. März 2023 um 20:45 Uhr     | Royale Union Saint-Gilloise | 1:1 (3:4 i. E.) | Royal Antwerpen | 1:0      | 0:1 n. V. |
| 2. Februar 2023 um 20:45 Uhr 28. Februar 2023 um 20:45 Uhr | SV Zulte Waregem            | 1:3             | KV Mechelen     | 1:2      | 0:1       |

## Finale
| KV Mechelen                                                            | KV Mechelen | Royal Antwerpen | Royal Antwerpen |
| ---------------------------------------------------------------------- | --- | --- | --------------- |
| KV Mechelen                                                            | \| 30. April 2023 um 14:30 Uhr (MESZ) in Brüssel (König-Baudouin-Stadion) \| \| Ergebnis: 0:2 (0:1) \| \| Zuschauer: 41.500 \| \| Schiedsrichter: Jonathan Lardot \| \| Spielbericht \| | \| 30. April 2023 um 14:30 Uhr (MESZ) in Brüssel (König-Baudouin-Stadion) \| \| Ergebnis: 0:2 (0:1) \| \| Zuschauer: 41.500 \| \| Schiedsrichter: Jonathan Lardot \| \| Spielbericht \| | Royal Antwerpen |
| KV Mechelen                                                            | Gaëtan Coucke – Sandy Walsh, Dries Wouters, Jordi Vanlerberghe, David Bates (84. Enock Agyei), Alec Van Hoorenbeeck (63. Boli Bolingoli) – Dimitri Lavalée (63. Alessio da Cruz), Rob Schoofs , Geoffry Hairemans – Kerim Mrabti (75. Julien Ngoy), Nikola Storm Cheftrainer: Steven Defour | Jean Butez – Ritchie De Laet, Toby Alderweireld , Willian Pacho (69. Zeno Van Den Bosch), Jelle Bataille (69. Gastón Ávila) – Arthur Vermeeren – Gyrano Kerk (85. Christopher Scott), Calvin Stengs, Jurgen Ekkelenkamp (69. Mandela Keita), Arbnor Muja – Vincent Janssen (73. Michel-Ange Balikwisha) Cheftrainer: Mark van Bommel | Royal Antwerpen |
| KV Mechelen                                                            | 0:1 Vincent Janssen (35. Foulelfmeter) 0:2 Michel-Ange Balikwisha (82.) | | Royal Antwerpen |
| KV Mechelen                                                            | Dimitri Lavalée (43.) | Jelle Bataille (6.), Toby Alderweireld (9.), Michel-Ange Balikwisha (87.) | Royal Antwerpen |
| 30. April 2023 um 14:30 Uhr (MESZ) in Brüssel (König-Baudouin-Stadion) | | |                 |
| Ergebnis: 0:2 (0:1)                                                    | | |                 |
| Zuschauer: 41.500                                                      | | |                 |
| Schiedsrichter: Jonathan Lardot                                        | | |                 |
| Spielbericht                                                           | | |                 |